# Grenay, Pas-de-Calais

Grenay este o comună în departamentul Pas-de-Calais, Franța. În 1 ianuarie 2022 avea o populație de 6.674 de locuitori.